# وينستون وايت
وينستون وايت (بالإنجليزية: Winston White)‏ (26 أكتوبر 1958 بليستر في المملكة المتحدة - ) هو لاعب كرة قدم بريطاني في مركز الوسط. لعب مع بورت فايل وستوكبورت كونتي وكولتشستر يونايتد وليستر سيتي ونادي بوري ونادي بيرنلي ونادي تشيسترفيلد ونادي دونكاستر روفرز ونادي روتشديل ونادي كارلايل يونايتد ونادي هيرفورد ووست بروميتش ألبيون وويغان أتلتيك وهونغ كونغ رينجرز.

## وصلات خارجية
- وينستون وايت على موقع قاعدة بيانات كرة القدم.إي يو (الإنجليزية)